# Temnothorax minutissimus
Temnothorax minutissimus (лат.) — вид мелких по размеру муравьёв рода Temnothorax из трибы Crematogastrini (ранее в Formicoxenini) и подсемейства Myrmicinae (Formicidae). Занесены в Международную Красную книгу МСОП.

## Описание
Жёлтого цвета муравьи длиной 2—3 мм. Социальные паразиты: матки этого вида проникают в гнёзда Leptothorax curvispinosus, где откладывают яйца, из которых развиваются новые самки и самцы. Матка паразита прикрепляется к телу более крупной матки вида-хозяина и передвигается, повиснув на ней. Первоначально были описаны в составе рода Leptothorax (в 2003 году перенесены в состав рода Temnothorax).

## Распространение
Эндемик США.